# باوتيستا ميريليني
باوتيستا ميريليني (بالإسبانية: Bautista Merlini)‏ (1 يناير 1995 في الأرجنتين - ) هو لاعب كرة قدم أرجنتيني في مركز الوسط.

## روابط خارجية
- باوتيستا ميريليني على موقع قاعدة بيانات كرة القدم.إي يو (الإنجليزية)
- باوتيستا ميريليني على موقع Soccerway.com (الإنجليزية)
- باوتيستا ميريليني على موقع AS.com (الإسبانية)